# ヤマニンゼファー
ヤマニンゼファー（欧字名:Yamanin Zephyr、1988年5月27日 - 2017年5月16日）は、日本の競走馬、種牡馬。
中央競馬にて2度の安田記念、天皇賞（秋）で優勝、更にスプリンターズステークスでも2年連続で2着の成績を残すなど、1200メートルの短距離から2000メートルの中距離まで幅広い距離で活躍した。1993年度JRA賞最優秀5歳以上牡馬、 最優秀短距離馬および最優秀父内国産馬。
馬名の「ヤマニン」は馬主の一族が使用する冠名、「ゼファー」はギリシャ神話に登場する西風の神ゼピュロスの英語読み。生産者である土井睦秋の妻が、自宅にあった化粧品の名前から借用したものである。

## 出生 - デビュー
父ニホンピロウイナーは競走馬時代に3度の最優秀短距離馬に選出され、日本における「短距離路線の開拓者」とされたGI3勝馬。母は1勝馬であったが、優れたスピード能力を示したブラッシンググルームを父に持っていた。生産者の土井睦秋はスプリンターを指向して両馬を配合し、翌1988年5月、北海道錦岡牧場で本馬が誕生した。幼駒の頃から胴が詰まり、前後躯が発達した短距離馬に特有の馬体をしており、土井が意図した通りの体型で生まれた。
競走年齢の3歳に達した1990年8月、茨城県美浦トレーニングセンターの栗田博憲厩舎に入った。しかし直後に骨膜炎を生じて放牧に出され、12月に再度入厩。骨膜炎が尾を引いて調整が滞り、デビューは翌年まで遅れた。

## 戦績

### 4-5歳時（1991-1992年）
1991年3月9日、中山開催の新馬戦でデビューした。2週間後には当世代における新馬戦が終了するため、調整不足を押しての出走となった。脚への負担も考慮したダート競走で、当日は16頭立て12番人気と低評価であった。しかし後方待機策から短い直線で先行勢を一気に捉え、初戦勝利を挙げた。続く条件戦も連勝すると、栗田は本馬の高い能力を認め、次走には芝のGIII競走・クリスタルカップを選択、3着と好走した。
続いては6月のラジオたんぱ賞が予定されていたが、骨膜炎が再発して休養を余儀なくされた。10月に復帰し、休養明け2戦目の900万下条件戦で3勝目を挙げた。この後、準オープン馬の身ながらGI競走のスプリンターズステークスに出走、結果は7着に終わるも、栗田は一流馬を相手に一定の走りを見せたことで自信を深め、翌年の安田記念を最大目標とした。
翌年2戦目の準オープン戦で勝利を挙げ、オープンクラスに昇格した。安田記念への前哨戦・京王杯スプリングカップを僅差の3着として、5月17日、安田記念に出走した。前走の好走がフロックと見られたこと、さらに大外18番枠からの発走という不安点もあり、11番人気と低評価であった。レースは1000m通過56秒9というハイペースの中を中団に控えると、最終コーナー手前からスパートを掛け直線半ばで先頭に立ち、最後は追い込んだカミノクレッセを3/4馬身抑えて優勝した。重賞初勝利及び芝レースでの初勝利をGI競走で挙げ、同時に父ニホンピロウイナーとの父子制覇も達成した。騎乗した田中勝春にとっても、初のGI制覇であった。
春シーズンの出走はこれが最後となり、休養に入ることとなった。秋はマイルチャンピオンシップを目標に関西入りしたが、輸送の影響による食欲不振などもあり、緒戦のセントウルステークスで2着、マイルチャンピオンシップはダイタクヘリオスのレコード優勝の前に5着と敗れた。その後関東に戻り、体調を戻してスプリンターズステークスに出走、直線で先頭に立ったが、追い込んだニシノフラワーにゴール直前で交わされ、クビ差の2着に敗れた。

### 6歳時（1993年）
休養の後、3月に阪神のマイラーズカップで復帰。栗田はヤマニンゼファーの将来の種牡馬入りに備え、当年秋に中距離競走である天皇賞（秋）への出走を計画しており、その距離適性を見極めるため、鞍上には相馬眼に評価の高かった田原成貴を据えた。この競走は前走に続きニシノフラワーに敗れて2着だった。関東に戻っての中山記念も田原騎乗で4着に終わったが、本競走では初経験の1800mを速いペースで先行しながら、勝ち馬から0.3秒という僅差で、田原は天皇賞の2000mをこなせるという見解を示した。これを受け、当年の最大目標は天皇賞（秋）に定められた。
次走、京王杯スプリングカップでは田中勝春が騎乗停止中であったため、柴田善臣が騎乗、シンコウラブリイを1馬身半退けて勝利した。柴田の騎乗は本競走のみの予定であったが、同時期に田中が所属する藤原敏文厩舎からセキテイリュウオーが台頭し、田中は同馬への騎乗を余儀なくされたため、次走の安田記念も引き続き柴田が騎手を務めた。
迎えた安田記念では、ニシノフラワーに次ぐ2番人気の支持を受けた。レースでは逃げるマイネルヨースの直後二番手を進み、直線先頭に立つとそのまま押し切って優勝、連覇を達成した。前年優勝した田中勝春に続き、柴田にとっても初めてのGI勝利とあった。
夏を休養に充てると、秋は目標の天皇賞へ向けて1800m戦の毎日王冠から始動。なお、毎日王冠5日前の10月5日に馬主である土井宏二が死去したため、長男・肇がヤマニンゼファーの馬主を引き継いでいる。レースでは2番人気に支持されながら、先行策から直線で失速して6着に終わった。しかし栗田は天皇賞挑戦の意志を変えず、当日までにスタミナの向上を図り、ヤマニンゼファーに厳しい調教を課した。
10月31日の天皇賞では、大本命と目されていたメジロマックイーンが競走4日前に故障、競走生活から退き、一転して混戦模様を呈した。毎日王冠でのレース振りから、当日は5番人気の評価となった。レースはツインターボの大逃げの後方で3番手を進むと、最終コーナーで早々に先頭に立ち、最後の直線では、直後に中団から抜け出したセキテイリュウオーが外から並び掛け、ここから300mに渡る競り合いとなった。セキテイリュウオーが一旦は前に出ると、ヤマニンゼファーが自ら外に馬体を併せに行き、最後は両馬が馬体を接して入線、写真判定の結果、ヤマニンゼファーがハナ差で優勝した。
年末には史上初となるスプリント・マイル・中距離の3階級G1制覇を目指してスプリンターズステークスに出走して1番人気に推されるも、2番人気のサクラバクシンオーに及ばずの2着に敗れ、このレースをもって引退した。翌1月には、当年の年度表彰において最優秀5歳以上牡馬、最優秀短距離馬、最優秀父内国産馬と3つのタイトルを獲得した。年度代表馬選出も有力視されていたが、こちらは菊花賞優勝、ほかGI競走で3度の2着となっていた4歳馬ビワハヤヒデが受賞。この結果については批判もあった。
同月30日に東京競馬場で引退式が行われた後、種牡馬入りのため北海道へ戻った。

## 競走成績
| 年月日 | 年月日 | 年月日 | 競馬場 | レース名        | 格       | 頭数 | オッズ（人気） | 着順 | 距離（状態）  | タイム | 着差 | 騎手     | 斤量 [kg] | 馬体重 [kg] | 勝ち馬/（2着馬）       |
| ------ | ------ | ------ | ------ | --------------- | -------- | ---- | -------------- | ---- | ------------- | ------ | ---- | -------- | --------- | ----------- | ---------------------- |
| 1991   | 3.     | 9      | 中山   | 4歳新馬         |          | 16   | 69.1（12人）   | 1着  | ダ1200m（重） | 1:11.9 | -0.3 | 横田雅博 | 53        | 464         | （ネヴァーソング）     |
|        | 3.     | 30     | 中山   | 4歳500万下      |          | 11   | 03.20（2人）   | 1着  | ダ1200m（稍） | 1:12.0 | -0.0 | 横田雅博 | 53        | 466         | （メイセイハート）     |
|        | 4.     | 13     | 中山   | クリスタルC     | GIII     | 14   | 07.90（4人）   | 3着  | 芝1200m（良） | 1:09.0 | -0.4 | 横山典弘 | 55        | 454         | カリスタグローリ       |
|        | 10.    | 16     | 東京   | 4歳上900万下    |          | 12   | 04.70（3人）   | 7着  | ダ1200m（重） | 1:12.0 | -1.1 | 横山典弘 | 55        | 466         | キョウエイブランド     |
|        | 12.    | 1      | 中山   | 4歳上900万下    |          | 12   | 03.50（2人）   | 1着  | ダ1200m（良） | 1:11.8 | -0.0 | 蛯沢誠治 | 55        | 462         | （オンワードウッド）   |
|        | 12.    | 15     | 中山   | スプリンターズS | GI       | 16   | 42.3（10人）   | 7着  | 芝1200m（良） | 1:08.8 | -1.0 | 蛯沢誠治 | 55        | 464         | ダイイチルビー         |
| 1992   | 1.     | 6      | 中山   | サンライズS     | 1500万下 | 16   | 03.50（1人）   | 2着  | ダ1200m（良） | 1:10.9 | -0.1 | 蛯沢誠治 | 56        | 470         | シンボリガルーダ       |
|        | 2.     | 2      | 京都   | 羅生門S         | 1500万下 | 13   | 04.60（2人）   | 1着  | ダ1200m（稍） | 1:10.8 | -0.1 | 田原成貴 | 56        | 462         | （メイショウホムラ）   |
|        | 4.     | 25     | 東京   | 京王杯SC        | GII      | 13   | 45.10（8人）   | 3着  | 芝1400m（良） | 1:21.7 | -0.1 | 田中勝春 | 56        | 452         | ダイナマイトダディ     |
|        | 5.     | 17     | 東京   | 安田記念        | GI       | 18   | 35.1（11人）   | 1着  | 芝1600m（良） | 1:33.8 | -0.1 | 田中勝春 | 56        | 454         | （カミノクレッセ）     |
|        | 9.     | 13     | 阪神   | セントウルS     | GIII     | 14   | 04.40（2人）   | 2着  | 芝1400m（良） | 1:23.2 | -0.4 | 田中勝春 | 58        | 446         | マイスーパーマン       |
|        | 11.    | 22     | 京都   | マイルCS        | GI       | 18   | 06.40（3人）   | 5着  | 芝1600m（良） | 1:34.0 | -0.7 | 田中勝春 | 56        | 450         | ダイタクヘリオス       |
|        | 12.    | 20     | 中山   | スプリンターズS | GI       | 16   | 06.40（4人）   | 2着  | 芝1200m（良） | 1:07.8 | -0.1 | 田中勝春 | 56        | 460         | ニシノフラワー         |
| 1993   | 2.     | 28     | 阪神   | マイラーズC     | GII      | 12   | 03.30（2人）   | 2着  | 芝1600m（良） | 1:37.0 | -0.6 | 田原成貴 | 58        | 462         | ニシノフラワー         |
|        | 3.     | 14     | 中山   | 中山記念        | GII      | 14   | 05.60（2人）   | 4着  | 芝1800m（良） | 1:47.3 | -0.3 | 田原成貴 | 58        | 464         | ムービースター         |
|        | 4.     | 24     | 東京   | 京王杯SC        | GII      | 12   | 03.90（2人）   | 1着  | 芝1400m（良） | 1:21.0 | -0.2 | 柴田善臣 | 59        | 460         | （シンコウラブリイ）   |
|        | 5.     | 16     | 東京   | 安田記念        | GI       | 16   | 05.40（2人）   | 1着  | 芝1600m（良） | 1:33.5 | -0.2 | 柴田善臣 | 56        | 460         | （イクノディクタス）   |
|        | 10.    | 10     | 東京   | 毎日王冠        | GII      | 13   | 03.80（2人）   | 6着  | 芝1800m（良） | 1:46.4 | -0.9 | 柴田善臣 | 59        | 454         | シンコウラブリイ       |
|        | 10.    | 31     | 東京   | 天皇賞（秋）    | GI       | 18   | 11.70（5人）   | 1着  | 芝2000m（良） | 1:58.9 | -0.0 | 柴田善臣 | 58        | 456         | （セキテイリュウオー） |
|        | 12.    | 19     | 中山   | スプリンターズS | GI       | 14   | 02.20（1人）   | 2着  | 芝1200m（良） | 1:08.3 | -0.4 | 柴田善臣 | 56        | 466         | サクラバクシンオー     |

## 引退後

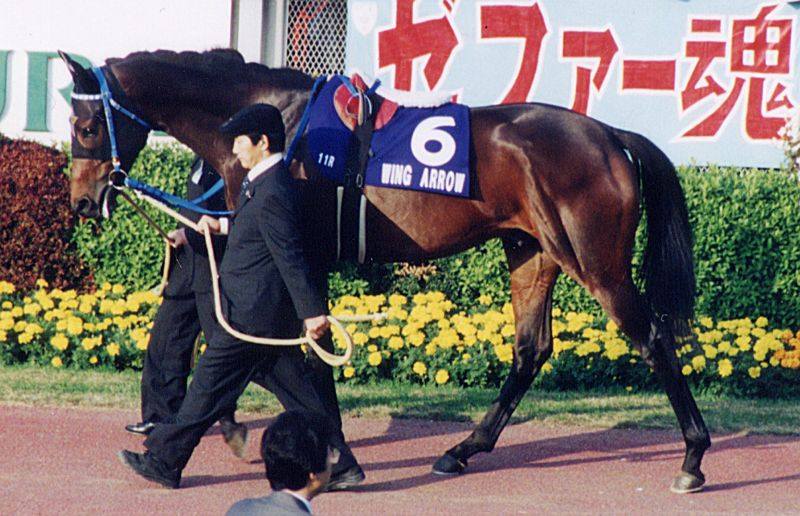
「ゼファー魂」の横断幕
（2000年ジャパンカップダート）

総額5億4000万円（1株900万円）でシンジケートが組まれ、1994年より北海道日高郡のレックススタッドで種牡馬となった。1997年に初年度産駒がデビューし、当年のJRA新種牡馬ランキングで3位に付けた。この中から、翌1998年の武蔵野ステークスを勝ち、続く第1回ジャパンカップダートで2着したサンフォードシチーを送り出した。代表産駒でもある同馬は、引退後に世田谷の馬事公苑で乗馬となり、高崎競馬場を舞台としたNHKの連続テレビ小説『ファイト』にタロウ役でレギュラー出演した。ヤマニンゼファー産駒や母の父がヤマニンゼファーの馬が出走する日は、ファンによりパドックに「ゼファー魂」という横断幕が掲げられている。
2009年シーズンを最後に種牡馬からも引退。以後は故郷の錦岡牧場で功労馬として余生を送っていたが、2017年5月16日朝に老衰のため死亡した。

### 主な産駒
- サンフォードシチー（1995年産 武蔵野ステークス）
- ヒゼンホクショー（1996年産 東京オータムジャンプ）
- イエロードリーム（1996年産 三条グランプリ）
- パッションキャリー（2000年産 ニューイヤーカップ）
- マタカッタ（2000年産 兵庫大賞典、摂津盃）
- ワタリワンダフル（2001年産若葉賞）

### 主なブルードメアサイアー産駒
※母の父としての産駒。
- ドンクール（2002年産 父ジェニュイン、母メイショウマキバコ 兵庫チャンピオンシップ、名古屋大賞典）
- ブラウンワイルド（2008年産 父ワイルドラッシュ、母ブラウンシャイン 小倉2歳ステークス）

## 評価・特徴
ゼファーの姉2頭は気性が荒く、栗田は当初「ポリシーの仔を預かるのはこれが最後に願いますよ」と釘を刺していた（ただし1991年産まれのヤマニンクラシック以降の産駒を受け入れている）。しかしゼファーは非常に素直な性格をしており、柴田は「とにかく素直で、飲み込みが早かった」と回想している。一方で「根性のある、勝負強い馬」とも評しており、特に天皇賞ではセキテイリュウオーが前に出た瞬間、ゼファーが自ら差し返しに行ったといい、柴田は「俺の勝利というより、ゼファーの完璧な勝利だったよ。あんなレース、もう一度できるかどうか分からない」と称えている。

## 血統表
| ヤマニンゼファーの血統            | ヤマニンゼファーの血統                        | ヤマニンゼファーの血統     | （血統表の出典）       | （血統表の出典）    |
| 父系                              | ハビタット系                                  | ハビタット系               | ハビタット系           | [ § 2 ]             |
| 父 ニホンピロウイナー 1980 黒鹿毛 | 父の父*スティールハート Steel Heart 1972 鹿毛 | Habitat                    | Sir Gaylord            | Sir Gaylord         |
| 父 ニホンピロウイナー 1980 黒鹿毛 | 父の父*スティールハート Steel Heart 1972 鹿毛 | Habitat                    | Little Hut             |                     |
| 父 ニホンピロウイナー 1980 黒鹿毛 | 父の父*スティールハート Steel Heart 1972 鹿毛 | A.1.                       | Abernant               | Abernant            |
| 父 ニホンピロウイナー 1980 黒鹿毛 | 父の父*スティールハート Steel Heart 1972 鹿毛 | A.1.                       | Asti Spumante          |                     |
| 父 ニホンピロウイナー 1980 黒鹿毛 | 父の母ニホンピロエバート 1974 鹿毛            | *チャイナロック China Rock | Rockefella             | Rockefella          |
| 父 ニホンピロウイナー 1980 黒鹿毛 | 父の母ニホンピロエバート 1974 鹿毛            | *チャイナロック China Rock | May Wong               |                     |
| 父 ニホンピロウイナー 1980 黒鹿毛 | 父の母ニホンピロエバート 1974 鹿毛            | ライトフレーム             | *ライジングフレーム    | *ライジングフレーム |
| 父 ニホンピロウイナー 1980 黒鹿毛 | 父の母ニホンピロエバート 1974 鹿毛            | ライトフレーム             | グリンライト           |                     |
| 母 ヤマニンポリシー 1981 鹿毛     | 母の父Blushing Groom 1974 栗毛                | Red God                    | Nasrullah              | Nasrullah           |
| 母 ヤマニンポリシー 1981 鹿毛     | 母の父Blushing Groom 1974 栗毛                | Red God                    | Spring Run             |                     |
| 母 ヤマニンポリシー 1981 鹿毛     | 母の父Blushing Groom 1974 栗毛                | Runaway Bride              | Wild Risk              | Wild Risk           |
| 母 ヤマニンポリシー 1981 鹿毛     | 母の父Blushing Groom 1974 栗毛                | Runaway Bride              | Aimee                  |                     |
| 母 ヤマニンポリシー 1981 鹿毛     | 母の母ヤマホウユウ 1968 黒鹿毛                | *ガーサント Guersant       | Bubbles                | Bubbles             |
| 母 ヤマニンポリシー 1981 鹿毛     | 母の母ヤマホウユウ 1968 黒鹿毛                | *ガーサント Guersant       | Montagnana             |                     |
| 母 ヤマニンポリシー 1981 鹿毛     | 母の母ヤマホウユウ 1968 黒鹿毛                | ミスタルマエ               | ハクリョウ             | ハクリョウ          |
| 母 ヤマニンポリシー 1981 鹿毛     | 母の母ヤマホウユウ 1968 黒鹿毛                | ミスタルマエ               | *バドミントン          |                     |
| 母系(F-No.)                       | バドミントン系(FN:1-m)                        | バドミントン系(FN:1-m)     | バドミントン系(FN:1-m) | [ § 3 ]             |
| 5代内の近親交配                   | 5代内なし                                     | 5代内なし                  | 5代内なし              | [ § 4 ]             |
| 出典                              | 1. 2. 3. 4.                                   | 1. 2. 3. 4.                | 1. 2. 3. 4.            | 1. 2. 3. 4.         |

父ニホンピロウイナーは、本馬のほかにフラワーパークなど短距離の活躍馬を数々輩出している。母の父ブラッシンググルームは1989年のイギリス・アイルランドリーディングサイアー。本馬の祖母ヤマホウユウをアメリカに連れて行って種付けしたものであったが、当時まだブラッシンググルームの産駒は走っておらず、また兄・ベイラーンが日本で供用されており、土井は周囲から「わざわざベイラーンの弟を付けに行ったのか」と笑われたという。